# Andrew Searle Hart
Andrew Searle Hart   (Limerick, 14 de març de 1811 - Kilderry, 13 d'abril de 1890) va ser un matemàtic irlandès.

## Vida i Obra
Fill d'un pastor anglicà, rector de Castlebar, i d'una hereva, amb propietats a Glenalla (comtat de Mayo), Hart va fer els seus estudis secundaris al Foley College de Londonderry i el 1828 va ingressar al Trinity College (Dublín), en el qual es va graduar el 1833. El 1835 va ser escollit fellow de la institució en la que va romandre la resta de la seva vida, arribant a ser-ne vice-director el 1876.

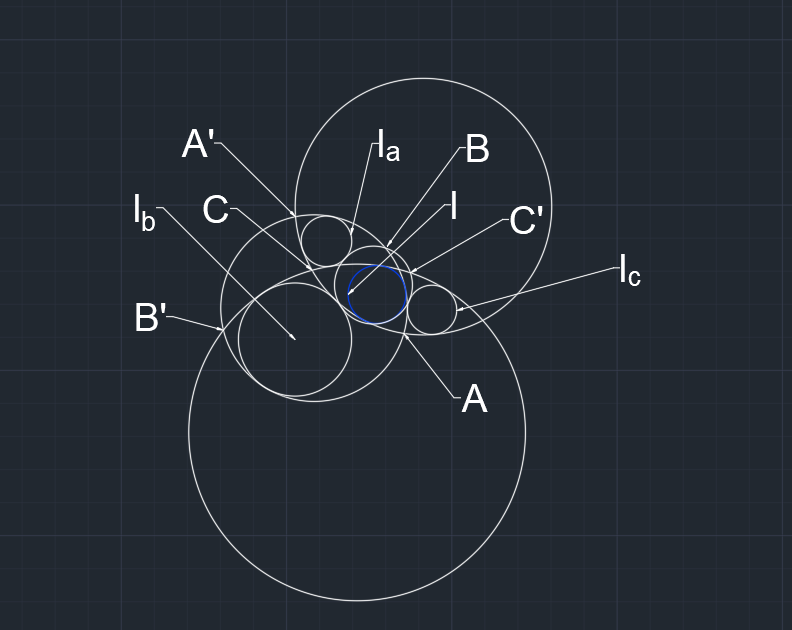
Diagrama del teorema de Hart.

Hart va publicar un tractat de mecànica i un altra d'hidroestàtica i hidrodinàmica, a més de nombrosos articles sobre corbes i línies geodèsiques. El seu treball més original és el teorema que porta el seu nom sobre la construcció de circumferències tangents a tres triangles circulars. També va proposar la construcció d'un cercle tangent, anomenat cercle de Hart, als tres incercles d'un triangle circular.
Va ser ennoblit per la reina Visctòria el 1886 i un dels seus fills va ser l'explorador i botànic Henry Chichester Hart (1847-1908).